# 第15回BRICS首脳会議
第15回BRICS首脳会議（だい15かいブリックスしゅのうかいぎ、英: 15th BRICS summit）は、2023年8月22日から8月24日に南アフリカ・ヨハネスブルグで開催されたBRICS首脳会議。

## 議題

### 加盟国拡大
サミットでは、議長を務める南アフリカのシリル・ラマポーザ大統領が、アルゼンチン、エジプト、エチオピア、イラン、サウジアラビア、アラブ首長国連邦の6か国が、BRICSに2024年1月1日に正式に加盟することを発表した。
しかし、アルゼンチンはハビエル・ミレイ大統領が2023年12月にBRICS加盟を正式に撤回した。また、サウジアラビアは2024年2月にBRICS加盟は未だ「検討中」であると発表した。

### 共通通貨
サミットではBRICS諸国による新しい共通通貨の実現可能性を検討することが約束された。このBRICS通貨のアイデアは、国際貿易で使用されると発展途上国にとって危険であると考えられる「米ドル」に代わる、安定的で強力な代替手段を提供することが目的。

## 参加国首脳

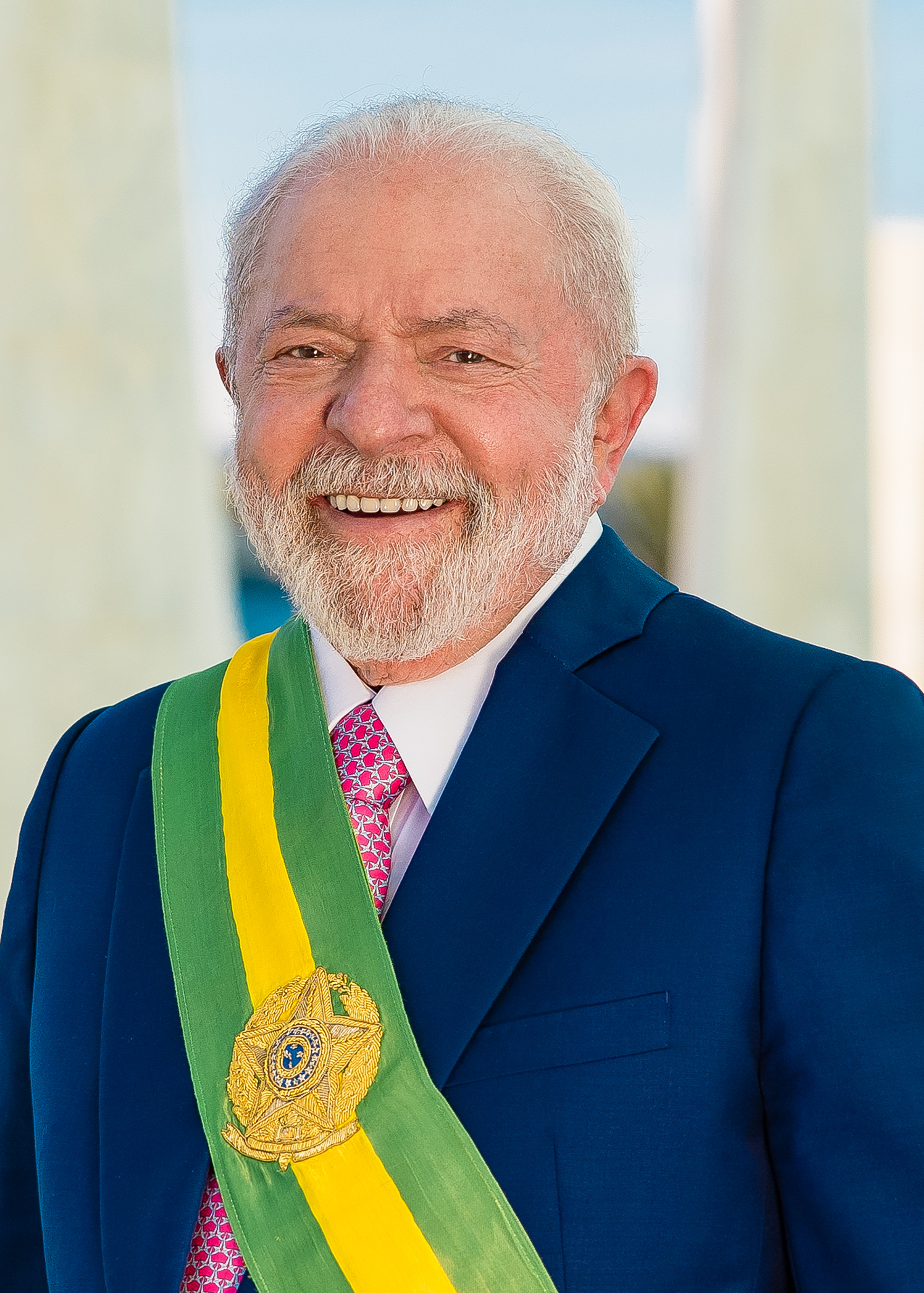
ブラジル ルイス・イナシオ・ルーラ・ダ・シルヴァ（大統領）
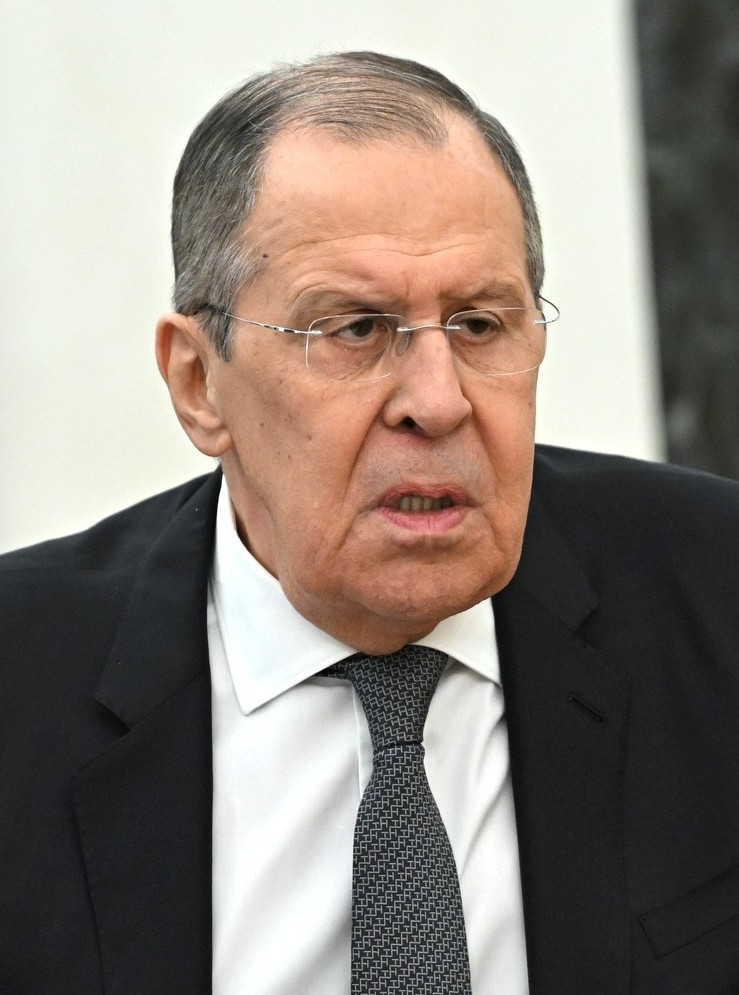
ロシア セルゲイ・ラブロフ（外務大臣）(代理出席)
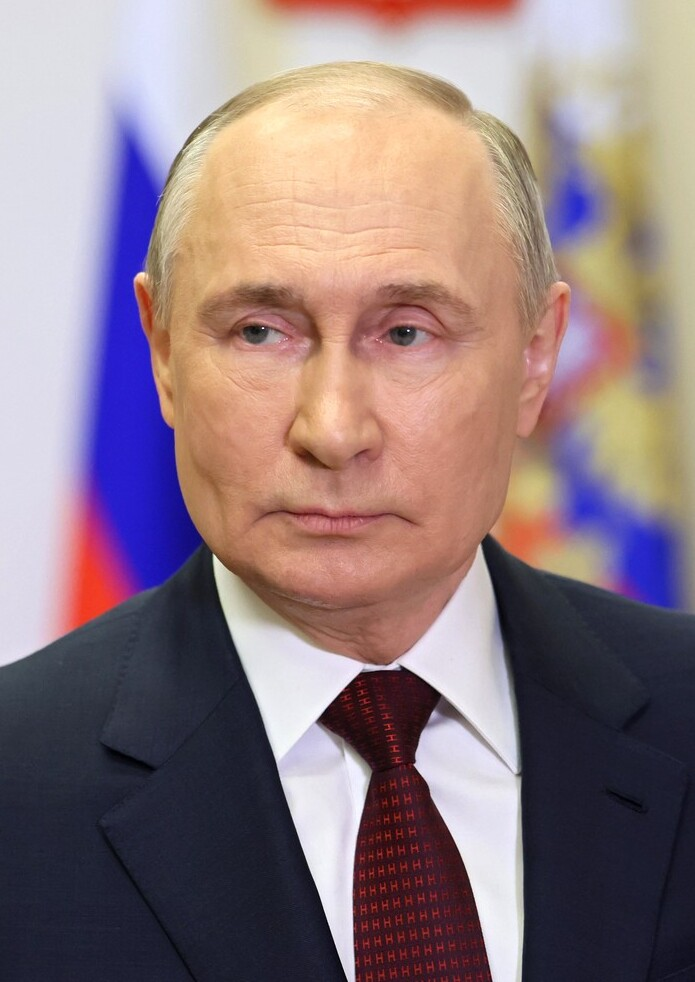
ロシア ウラジーミル・プーチン（大統領）(ビデオ参加)
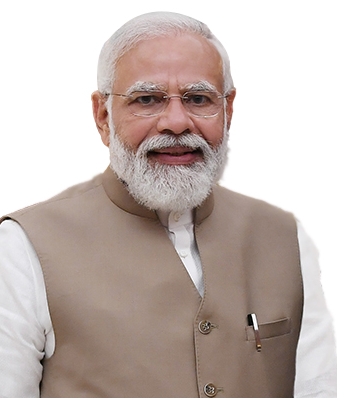
インド ナレンドラ・モディ（首相）
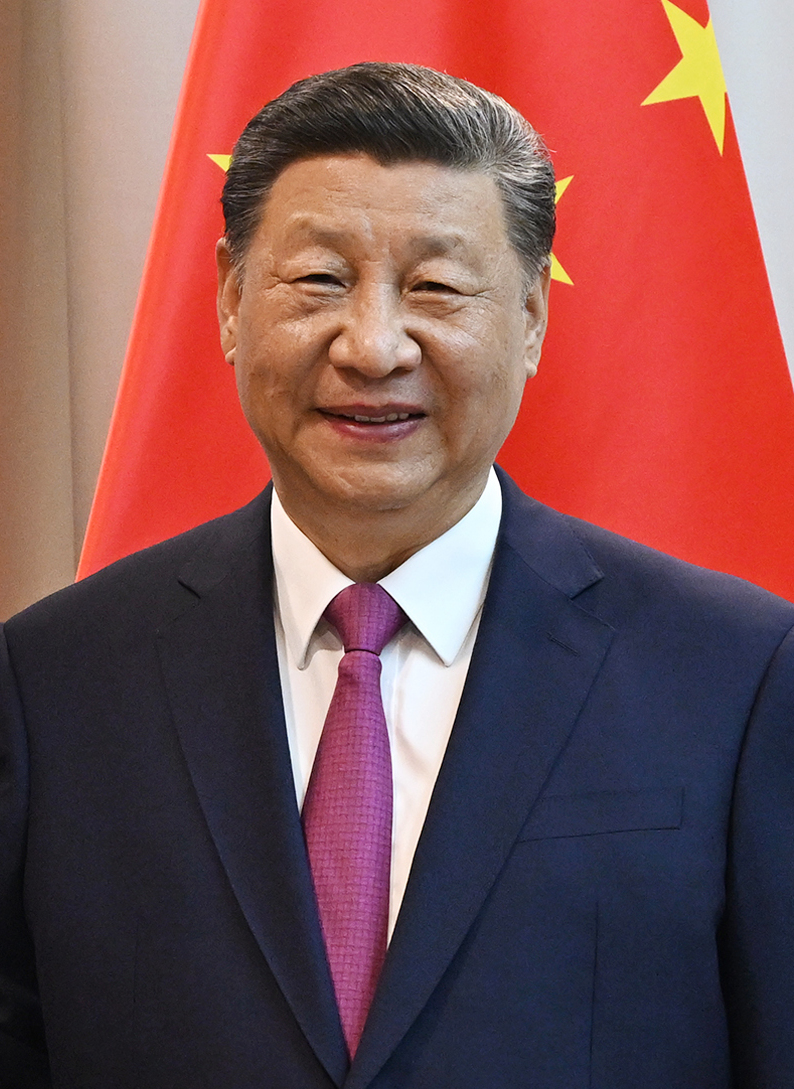
中国 習近平（総書記）
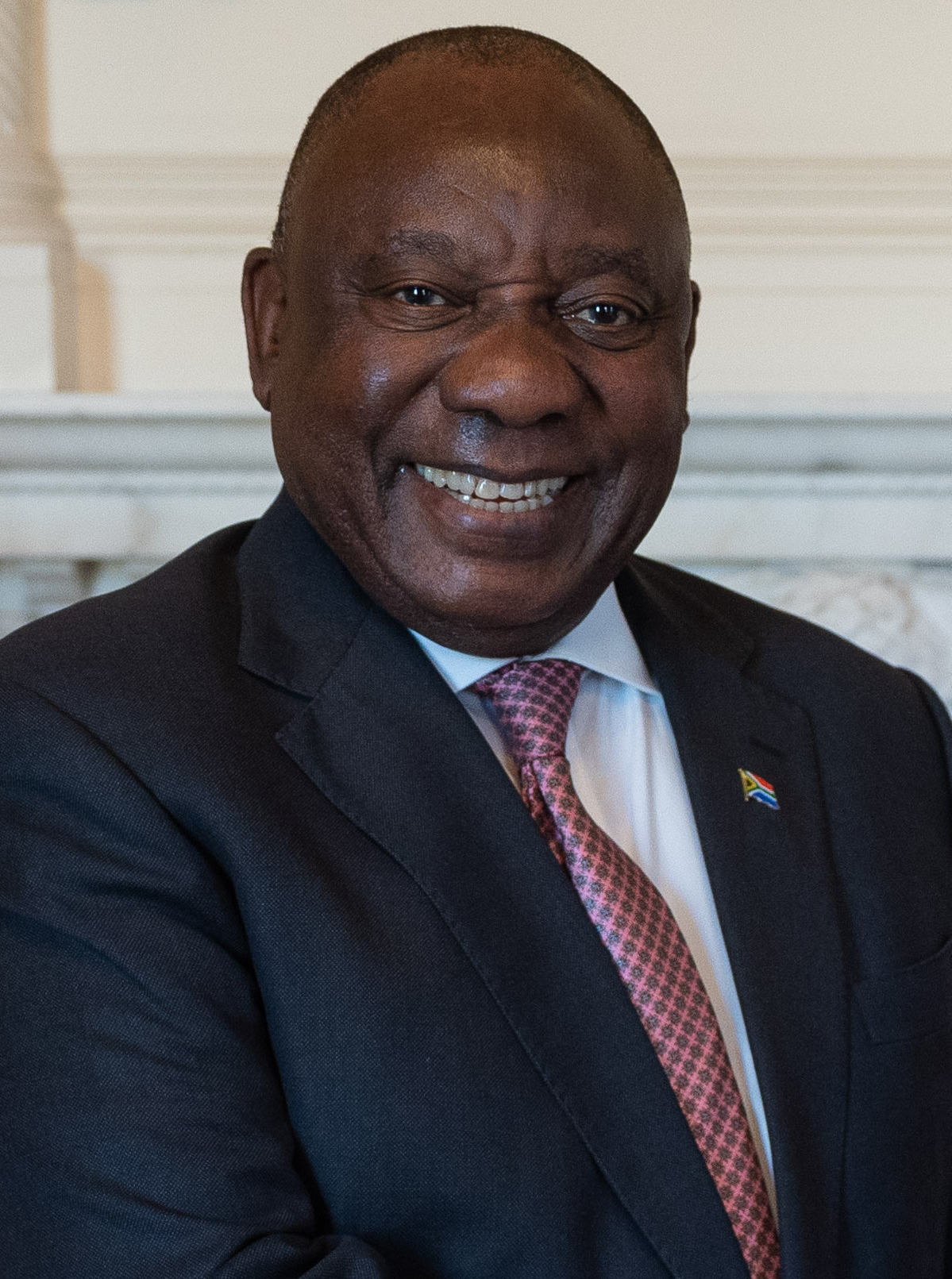
南アフリカ (議長国) シリル・ラマポーザ（大統領）